# Arkadiusz Onyszko
Arkadiusz Onyszko est un ancien  footballeur international polonais né le 12 janvier 1974 à Lublin. Il jouait au poste de gardien de but.

## Carrière
- 1989-1990 :  Lublinianka Lublin
- 1990-1993 :  Zawisza Bydgoszcz
- 1993-1994 :  Legia Varsovie
- 1994 : Polonia Varsovie
- 1994-1996 :  Warta Poznań
- 1996-1997 :  Lech Poznań
- 1997-1998 :  Widzew Łódź
- 1998-2003 :  Viborg FF
- 2003-2009 :  OB Odense
- 2009-2009 :  FC Midtjylland
- 2009-2010 :  Odra Wodzisław Śląski
- 2010- :  Polonia Varsovie

## Sélections
- 1997 :  Pologne (2 sélections ; 0 buts)
- 1992 :  Participation aux Jeux olympiques de 1992 (médaille de Bronze)